# BPW Bergische Achsen
BPW Bergische Achsen KG er en tysk underleverandør til bilindustrien og transportindustrien. De har hovedkvarter i Wiehl 50 km. øst for Köln.
BPW udvikler og producerer systemer til anhængere og sættevogne til lastbiler og traktorer. Datterselskaber inkluderer: F. Hesterberg & Söhne (Ennepetal, Tyskland), HBN-Teknik A/S (Ringsted, Danmark), idem telematics (München/Ulm, Tyskland) og Transport-Teknik A/S (Kolding, Danmark).
Produkterne omfatter akser, fjedersystemer, bremsesystemer, låsesystemer, letvægtsmaterialer, telematik og belysning.
De har 170 afdelinger i 25 lande.